# 异次元骰子
《异次元骰子》（羅馬化：Game Toy Talu Miti）是一部由诺拉维特·提迪查伦拉（Gemini）、查妮甘·唐卡伯缇（Prim）领衔主演的泰国奇幻悬疑剧。此剧预计将在2025年通过GMM 25电视台播出。
此剧由GMMTV制作，并于2024年4月23日举办的新剧发布会“UP&ABOVE”PART2 公开此剧的先导预告片。

## 演员阵容

### 主要人物
- 诺拉维特·提迪查伦拉 饰演 Samut
- 查妮甘·唐卡伯缇 饰演 Om

### 其他人物
- 奥希里斯·苏万纳奇普 饰演 Kaen
- 妮查帕·帕皮拉固 饰演 Pie
- 特普罗萨卡·那·萨克那卡林 饰演 Mark
- 提帕功·宽本 饰演 Don